# René Lesson
René Primevère Lesson, född 20 mars 1794 i Rochefort, död 28 april 1849 där, var en fransk läkare och naturforskare.
I början var Lesson kirurg på olika krigsfartyg. Omkring 1820 deltog han i två forskningsresor till Nya Guinea. Under dessa var han verksam som läkare och ornitolog. Han samlade många naturvetenskapliga föremål och beskrev dem i fyra stora böcker. Känd är även en längre berättelse om hans resor.
Auktorsnamnet R.Lesson kan användas för René Lesson i samband med ett vetenskapligt namn inom botaniken; se Wikipediaartiklar som länkar till auktorsnamnet.